# Mönchwinkel
Mönchwinkel è una frazione del comune tedesco di Grünheide (Mark), nel Land del Brandeburgo.

## Storia
Nel 2003 il comune di Mönchwinkel venne soppresso e aggregato al comune di Grünheide (Mark).

## Geografia antropica
Alla frazione di Mönchwinkel appartiene la località di Neu Mönchwinkel.